# Ibne Almocafa
Abu Maomé Abedalá Ruzbi ibne Daduia (em persa: ابومحمد عبدالله روزبه بن دادویه; romaniz.: Abū Muhammad ʿAbd Allāh Rūzbih ibn Dādūya), melhor conhecido como ibne Almocafa (em árabe: ابن المقفع; romaniz.: Ibn al-Muqaffa; em persa: ابن مقفع) ou Rūzbeh pūr-e Dādūya (em persa: روزبه پور دادوَيه), foi um pensador persa do século VIII (724 - c. 756) e um Zoroastrista convertido ao Islão.

## Obra
Destacou-se pela tradução do persa para o árabe da obra "Kalila e Dimna" (Kalīla wa Demna), uma versão da colecção de fábulas hindus "Panchatantra" ("Cinco Casos de Sabedoria"). Estes contos alcançaram enorme popularidade durante a Idade Média, e a versão árabe de ibne Almocafa foi em grande parte responsável por isso, uma vez que foi a base para traduções ao siríaco, persa, hebreu, latim e castelhano. Vários manuscritos árabes de Calila e Dimna existem, mas nenhum deles é o original de ibne Almocafa e há várias diferenças estilísticas entre eles, de maneira que é difícil reconstruir exatamente a tradução original. Sabe-se, porém, que esta e outras obras de ibne Almocafa contribuíram para o desenvolvimento da literatura árabe em prosa, inspirando imitadores e artistas.
Além de Calila e Dimna, ibne Almocafa também traduziu do persa ao árabe o Livro de Senhores, uma crónica semi-lendária dos antigos reis, nobreza e heróis da época do Império Sassânida (224-651), antes da conquista do Império pelos muçulmanos. Ibne Almocafa também escreveu obras originais como Ketāb al-ādāb al-kabīr, em duas partes: a primeira trata da importância do legado cultural e espiritual sassânida e a segunda é um livro de conselhos para os príncipes.

## Traduções

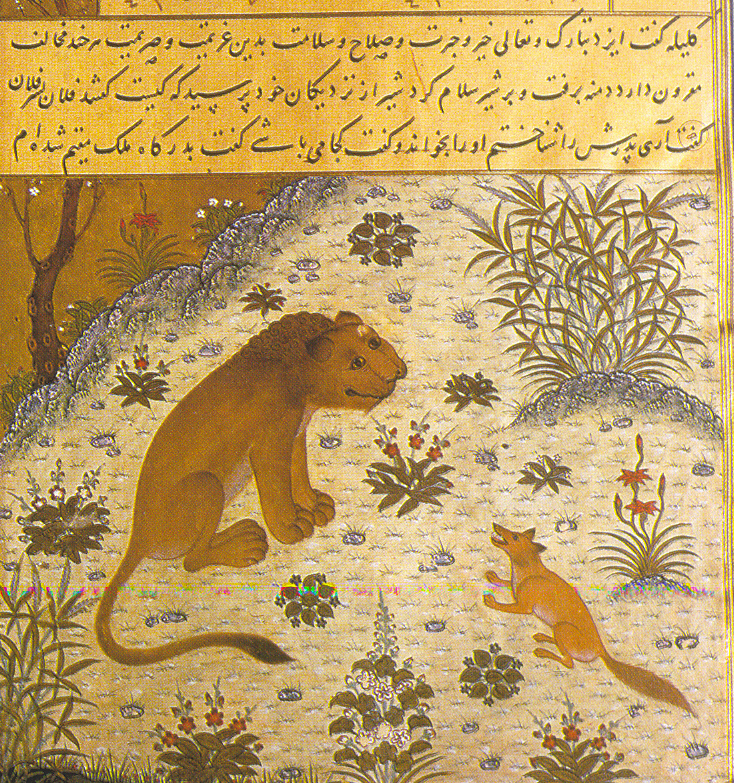
Calila e Dimna: ilustração de manuscrito persa do século XV (Palácio de Topkapı, Istambul, Turquia

A obra mais importante de ibne Almocafa pode ser considerada Calila e Dimna, traduzida a várias línguas. Já no século IX a obra havia sido traduzida de volta ao persa, tanto em prosa como uma versão em versos. Na Europa, em 1251, o então infante Afonso, futuro Afonso X de Castela, determinou a tradução de "Calila e Dimna" para o castelhano. Esta tradução foi oferecida como presente à esposa de Filipe, o Belo, Joana de França, que por sua vez incumbiu Ramon de Bèziers de traduzi-la para o latim.
Paralelamente, entre 1263 e 1278, João de Cápua traduziu a obra do hebraico para o latim, com o título de "Directorium humanae vitae". É possível que Raimundo Lúlio tenha tido contato com uma destas versões, possivelmente esta última, tendo-a usado por sua vez para a sua doutrinação, em termos de instrução e de moral, das monarquias de seu tempo. Desse modo, vários exemplos do bestiário medieval de "Kalila e Dimna" - o leão e a lebre, o papagaio, o macaco e o vaga-lume -, estão presentes na narrativa em "O Livro das Bestas", incluído no "Livro das Maravilhas" de Lúlio. Os exemplos narrados nesta ultima obra têm o mesmo sentido moralizante da primeira: a perversidade da raposa (homem que se corrompe com a proximidade do poder) deverá servir de exemplo para que os monarcas estejam precavidos contra os maus conselheiros.